# Madonna Tempi
Madonna Tempi (również Madonna z Dzieciątkiem) – obraz olejny Rafaela namalowany w 1508 roku we Florencji. Znajduje się w zbiorach Starej Pinakoteki w Monachium.
W przeciwieństwie do wcześniejszych Madonn (np. Madonny Terranuova, Madonny ze szczygłem czy też Pięknej Ogrodniczki), w której dostrzegalny jest wpływ Leonarda da Vinci i Michała Anioła, Rafael odszedł od dotychczasowych inspiracji, poszukując własnego stylu. Na Madonnie Tempi twarze postaci charakteryzują się większą ekspresją. Madonna czule trzyma Dzieciątko Jezus. Jej wzrok jest skierowany tylko w stronę syna. Dzieciątko nie odwzajemnia spojrzenia, kierując swój wzrok w stronę widza. Nabrzmiały płaszcz Madonny wskazuje na ruch.